# Foobar2000
是一款免費的音频播放器软件，开发者为波兰人Piotr Pawłowski（英文名Peter Pawlowski，原Winamp开发公司Nullsoft成员）。除了播放之外，它还支持生成媒体库、转换媒体文件编码、提取CD等功能。它是一款功能强大的工具。foobar2000之所以出现，在于Peter不满于Winamp 2.x的插件体系架构和更倾向于图形、朝向外观方向发展的Winamp 3。于2016年5月9日推出了Android版本，2016年5月11日发布了iOS版本 。

## 对MP3格式的解码性能以及回放音质
in_mpg123是由Michael Hipp开发的一个Unix下的mp3 解码器，解码速度快且品質好，有许多软件都使用mpg123来解码mp3，如大名鼎鼎的LAME。但mpg123在1999年发布了mpg123 pre0.59s后就停止开发了，代码中还有许多bug。
而Naoki Shibata将mpg123改写为Winamp的插件in_mpg123，除去了许多Bug，并加入了一些插件必要的功能。至于foobar2000，其解码器是mpglib的修改版，而mpglib是Martin Pesch在mpg123的基础上将其移植到Windows平台的产物。
zZzZzZz (Peter Pawlowski)就是foobar2000的作者之一，当时开发组在讨论foobar2000中要使用的mp3解码器，最后决定使用mpglib，这可以从foobar的关于对话框中见到。其实，in_mpg123插件与foobar2000解码出mp3的数据并没有太多区别，它们都基于mpg123的核心，只是做了一些纠正bug的工作，争论mp3解码性能优劣意义不大。但是无论如何都比现在Winamp自带的那个in_mp3.dll要优秀（除了自带的解码器可以编辑mp3的信息以外）。有些用户称foobar2000音质最佳，其实如果Winamp使用mpg123插件的话，从理论上foobar2000和Winamp没有明显区别，解码器的核心程序都是一样的。foobar2000的开发者也公开表示过，主流播放软件的MP3回放增益基本一致，自己的软件并没有什么明显的优势。

## 特性
- 开放的组件结构，第三方开发者得以扩充播放器的功能
- Windows NT/2000/XP平台下的完全Unicode支持
- 支援回放增益
- 低内存佔用，可高效率处理庞大的播放列表
- 具备高级文件訊息处理能力（通用文件信息框和批量标记器）
- 可高度自定义的播放列表
- 可自定义键盘快捷键（包括全局热键功能）
- 分頁式（Tabbed）播放清單顯示
- 可多播放列表并存
- 音乐数据库
- 支援流式播放
- 支援扩展插件
- 免费軟體

### 2.0版的新特性
- 支持x86、x64和ARM
- 支持暗黑模式
- 不需插件即可解码TAK、APE、AC3和DTS[8]

## 支援的音频格式
内核支援的格式：
- MP1、MP2、MP3、MP4、MPC、AAC、Ogg Vorbis、FLAC、ALAC、WavPack、WAV、AIFF、AU、SND、CDDA、WMA、Opus、Speex

通过插件支援的格式：
- TTA、APE、Mod、SPC、TFMX、Shorten、La、OptimFROG、LPAC、AC-3、DSD、DFF、Midi、PSF、NSF、XID、XA、Matroska、TAK、GBS、minigsf、lrc（動態歌詞編輯存檔）等

另外，foobar2000还可以通过插件“ZIP/GZIP/RAR Reader”（自带插件）和“7-Zip reader（页面存档备份，存于）”，直接播放RAR、ZIP和7-Zip格式的压缩包中的音乐文件，而无需用户事先解压缩。

## 相关软件
foobar2000的开发者Peter Pawłowski也开发了其他软件，其中的一个是Boom。他把Boom描述为“给轻度电脑用户的易用的音乐播放器”。Boom运行于Windows平台。

## 備註
foobar2000以英文为界面特为Windows平台开发，而作者Peter Pawlowski也曾表明不會製作外掛語言包，甚至於Hydrogenaudio討論區中表示「寧願讓大家用別的軟件也絕不會出語言包的」。另外也有人成功地在Linux x86平台通过Wine运行程序，只是Columns UI插件存在问题。

## 外部連結

### 官方連結
- （英文）首頁（页面存档备份，存于）—foobar2000.org
- （英文）Google Play（页面存档备份，存于）
- （英文）App Store（页面存档备份，存于）
- （英文）foobar2000的常見問題（页面存档备份，存于）
- （英文）論壇（页面存档备份，存于）—討論及支援（只可輸入英文）
- （英文）foobar2000知識庫（页面存档备份，存于）於Hydrogenaudio
- （英文）擴充元件下載（Official Plugins）（页面存档备份，存于）
- freenode上的#foobar2000[永久]—討論及支援

### 其他連結
- （简体中文）foobar2000中国爱好者论坛（不稳定！）